# Department of Youth
"Department of Youth" es una canción de Alice Cooper, publicada como uno de los sencillos del álbum Welcome to My Nightmare de 1975. La canción se ubicó en la posición #67 de la lista estadounidense The Billboard Hot 100.

## Versiones notables
La banda estadounidense de glam metal Pretty Boy Floyd grabó una versión de la canción para su álbum Porn Stars.